# Pardon My French (film, 1921)
Pour les articles homonymes, voir Pardon My French.
Pour plus de détails, voir Fiche technique et Distribution.
Pardon My French est un film muet américain, réalisé par Sidney Olcott avec Vivian Martin comme vedette, sorti aux États-Unis en 1921.

## Fiche technique
- Réalisation : Sidney Olcott
- Scénario : Harry O. Hoyt d'après une histoire d'Edward Childs Carpenter Polly in the Pantry.
- Production : Messmore Kendall
- Distribution : Goldwyn
- Longueur : 5 550 pieds, 6 bobines
- Date de sortie : 
  - États-Unis : novembre 1921 (New York)
- Licence 22 Sep 1921; LP16981.

## Distribution
- Vivian Martin : Polly
- George Spink : Bunny
- Thomas Meegan : J. Hawker
- Nadine Beresford : Mme Hawker
- Ralph Yearsley : Zeke Hawker
- Grace Studiford : Comtesse Carstairs
- Walter McEwen : Marquis de Void
- Wallace Ray : MacGillicuddy

## Production et diffusion
Le film a été tourné aux studios Long Island, à New York.
Le film n'est, semble-t-il, pas sorti en France.